# Atletica leggera ai Giochi della XXIII Olimpiade - Lancio del disco maschile
Il lancio del disco ha fatto parte del programma maschile di atletica leggera ai Giochi della XXIII Olimpiade. La competizione si è svolta nei giorni 8 e 10 agosto 1984 al «Memorial Coliseum» di Los Angeles.

## Assenti a causa del boicottaggio
Nota: le prestazioni, ove non indicato, si riferiscono all'anno olimpico.
| Campione olimpico      | 66,64 m | 1980      | Viktor Raščupkin |
| Campione europeo       | 66,64 m | 1982      | Imrich Bugár     |
| Campione mondiale      | 67,72 m | 1983      | Imrich Bugár     |
| Quarto atleta mondiale | 69,74 m | 19 maggio | Luis Delís       |
| Quinto atleta mondiale | 69,36 m | 3 giugno  | Géjza Valent     |
| Sesto atleta mondiale  | 68,82 m | 15 luglio | Jürgen Schult    |
| Primatista mondiale    | 67,42 m | 20 maggio | Jurij Dumčev     |

1. ↑  Autore di 71,86 m il 29 maggio 1983.

## La gara
Qualificazioni: sei atleti ottengono la misura richiesta di 62,00 metri. Ad essi vanno aggiunti i 6 migliori lanci, fino a 60,76 m.

Il miglior lancio è di Mac Wilkins (USA), con 65,86 m.

Finale: l'americano John Powell è in testa alla lista mondiale stagionale con 71,26 ed è quindi tra i favoriti. Powell rimane però molto al di sotto dei suoi standard. La gara sorride invece al tedesco dell'Ovest Danneberg che vince l'oro con un lancio di 66,60 metri.

## Risultati

### Qualificazioni
Los Angeles Memorial Coliseum, mercoledì 8 agosto.

Si qualificano per la finale i concorrenti che ottengono una misura di almeno 62,00 m; in mancanza di 12 qualificati, accedono alla finale i concorrenti con le 12 migliori misure.

### Finale
Los Angeles Memorial Coliseum, venerdì 10 agosto.

I migliori 8 classificati dopo i primi tre lanci accedono ai tre lanci di finale.
| Pos     | Atleta                | Paese          | 1ª prova | 2ª prova | 3ª prova | 4ª prova | 5ª prova | 6ª prova | Misura | Note |
| ------- | --------------------- | -------------- | -------- | -------- | -------- | -------- | -------- | -------- | ------ | ---- |
| Oro     | Rolf Danneberg        | Germania Ovest | 64,74    | x        | 63,64    | 66,60    | x        | 66,22    | 66,60  |      |
| Argento | Mac Wilkins           | Stati Uniti    | 65,96    | x        | 65,20    | x        | 66,30    | x        | 66,30  |      |
| Bronzo  | John Powell           | Stati Uniti    | 64,68    | 63,34    | 64,12    | 64,06    | 65,14    | 65,46    | 65,46  |      |
| 4       | Knut Hjeltnes         | Norvegia       | 64,72    | 62,40    | 65,28    | 63,78    | 62,50    | 64,32    | 65,28  |      |
| 5       | Art Burns             | Stati Uniti    | 63,72    | x        | x        | x        | 63,32    | 64,98    | 64,98  |      |
| 6       | Alwin Wagner          | Germania Ovest | 61,82    | 62,76    | 62,70    | 63,94    | 61,16    | 64,72    | 65,80  |      |
| 7       | Luciano Zerbini       | Italia         | 60,18    | 61,14    | 63,50    | x        | x        | 60,14    | 63,50  |      |
| 8       | Stefan Fernholm       | Svezia         | 63,08    | x        | 62,20    | 63,22    | 62,20    | 59,82    | 63,22  |      |
| 9       | Erik De Bruin         | Paesi Bassi    | 56,88    | 62,32    | 60,10    |          |          |          | 62,32  |      |
| 10      | Robert Weir           | Regno Unito    | 59,86    | 61,36    | x        |          |          |          | 61,36  |      |
| 11      | Kostas Georgakopoulos | Grecia         | x        | 59,16    | 60,30    |          |          |          | 60,30  |      |
| 12      | Marco Martino         | Italia         | x        | x        | x        |          |          |          | NM     |      |

Legenda:
- X = Lancio nullo;
- RO = Record olimpico;
- RN = Record nazionale;
- RP = Record personale;
- PS = Personale stagionale;
- NM = Nessun lancio valido;
- NE = Non è sceso in pedana.